# Mutualisme (teoria econòmica)
El mutualisme és una teoria econòmica socialista llibertària, pertanyent al segment individualista de l'anarquisme, que propugna que els individus han de rebre el producte complet del seu treball. És favorable al mercat i al lliure intercanvi entre productors i a la propietat entesa com a ús personal i usdefruit. La seva fi és aspirar a una societat lliure, horitzontal i igualitària.
També se l'anomena anarquisme de mercat o anticapitalisme de lliure mercat.

## Principis del mutualisme
El mutualisme és un sistema que es basa en les tendències associatives dels éssers humans per a aconseguir satisfer les seves necessitats a través de la cooperació voluntària i pacífica, l'ajuda mútua i la solidaritat en un model on els productors intercanvien lliurement productes i serveis. Kevin Carson explica:
La seva visió última és una societat en la qual l'economia estigui organitzada entorn del mercat lliure entre productors, i la producció estigui duta per artesans i camperols autònoms, petites cooperatives de productors, empreses grans controlades pels treballadors i cooperatives de consumidors. El grau en el qual encara existeix el treball assalariat (que és probable, si no ho suprimim per la força), la supressió dels privilegis estatistes resultarà que el salari natural del treballador, com Benjamin Tucker va dir, serà el seu producte complet.
És una teoria econòmica i social de caràcter evolucionista, però això no exclou que els mutualistes siguin partidaris de la revolució social; és més, consideren ambdues coses com a part del mateix procés.
És el model econòmic al que usualment s'han adherit els anarquistes individualistes, de tal manera que aquests solen considerar ambdues coses com més o menys el mateix. No obstant això, altres persones comenten que existeixen algunes diferències entre la visió del mutualisme de Pierre-Joseph Proudhon i la dels anarquistes individualistes, situant-se la visió de Proudhon en un punt intermedi entre l'individualisme i el col·lectivisme.